# Герб Приморської області
Герб Приморської області - Далекого Сходу Російської імперії, який є частиною Зеленого Клину.

## Опис
|  | У срібному щиті, лазурний стовп, між двох чорних сопок, з червленими символами вогню. Щит увінчаний Найдавнішою царською короною і оточений золотими дубовими листами, що з'єднані Олександрівською стрічкою. |

## Історія
Приморська область була утворена рішенням Державної Ради в 1856 році. Вона включала в себе великі простори Далекого Сходу. До складу нової адміністративної території увійшли колишня Камчатська область, території Нижнього Амура і Сахаліну, а в 1858 році Охотський округ.

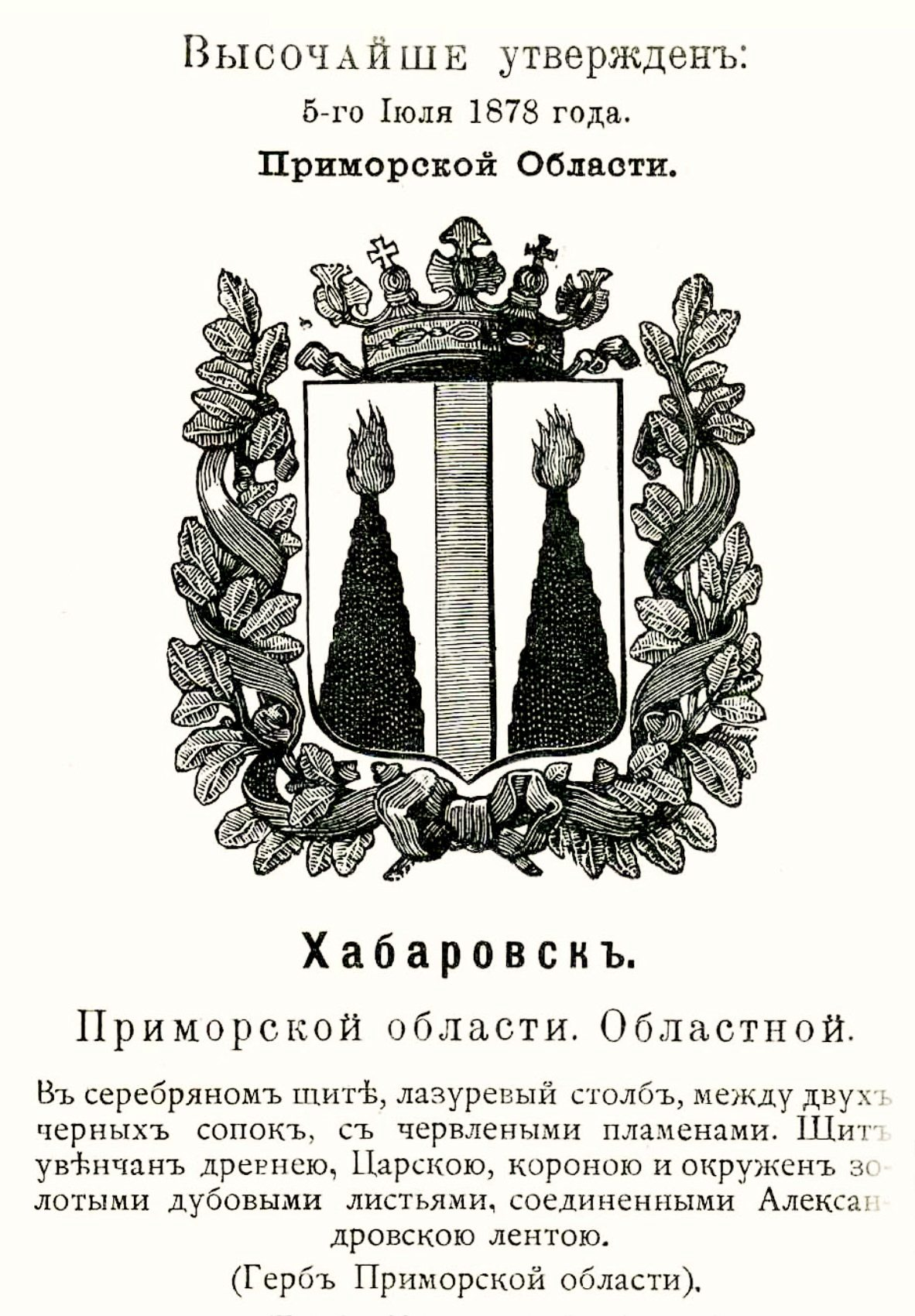
Герб Хабаровська в гербовнику П. П. фон-Вінклера

5 липня 1878 року імператором Олександром II були затверджені герби 46 губерній і областей Російської імперії, зокрема, і Приморської області Східного Сибіру.
Герб мав такий опис:
|  | Въ серебряномъ щите, лазуревый столбъ, между двухъ черныхъ сопокъ, съ червлеными пламенами. Щитъ увенчанъ древнею Царскою короною и окруженъ золотыми дубовыми листьями, соединенными Александровскою лентою. |

У 1878 році, на момент затвердження герба, адміністративним центром Приморської області було місто Ніколаєвськ . Але через два роки, в 1880 році, стараннями губернатора Приморської області М. Тихменєва селище Хабаровка отримало статус міста. Хабаровськ став новим адміністративним центром області, отримавши можливість використовувати герб Приморської області як офіційний символ до 1 лютого 1912 року, коли був затверджений перший (власний) герб міста Хабаровська.
Герб Приморської області був представлений у вільній частині в гербах міст Николаєвська, Хабаровська і Нікольска-Уссурійського, затверджених в 1912 році.
Герб Приморської області проіснував до 1917 року.
У радянський період Приморська область герб не мала.